# Віста (Міссурі)
Віста (англ. Vista) — селище (англ. village) в США, в окрузі Сент-Клер штату Міссурі. Населення — 36 осіб (2020).

## Географія
Віста розташована за координатами 37°59′20″ пн. ш. 93°39′51″ зх. д. / 37.98889° пн. ш. 93.66417° зх. д. (37.988826, -93.664195).  За даними Бюро перепису населення США в 2010 році селище мало площу 0,34 км², з яких 0,34 км² — суходіл та 0,00 км² — водойми.

## Демографія
Згідно з переписом 2010 року, у селищі мешкали 54 особи в 22 домогосподарствах у складі 13 родин. Густота населення становила 159 осіб/км².  Було 25 помешкань (74/км²).
Расовий склад населення:
| - 100,0 % — білих |

До двох чи більше рас належало 0,0 %. Частка іспаномовних становила 0,0 % від усіх жителів.
За віковим діапазоном населення розподілялося таким чином: 35,2 % — особи молодші 18 років, 50,0 % — особи у віці 18—64 років, 14,8 % — особи у віці 65 років та старші. Медіана віку мешканця становила 37,0 року. На 100 осіб жіночої статі у селищі припадало 92,9 чоловіків;  на 100 жінок у віці від 18 років та старших — 118,8 чоловіків також старших 18 років.
За межею бідності перебувало 14,6 % осіб, у тому числі 6,7 % дітей у віці до 18 років та 0,0 % осіб у віці 65 років та старших.
Цивільне працевлаштоване населення становило 24 особи. Основні галузі зайнятості: освіта, охорона здоров'я та соціальна допомога — 20,8 %, роздрібна торгівля — 16,7 %, будівництво — 16,7 %.